# Family Plot - den enes død
Family Plot - den enes død  er en Thriller fra 1976 instrueret af Alfred Hitchcock.

## Medvirkende
- Karen Black som Fran
- Bruce Dern som George Lumley
- Barbara Harris som Blanche Tyler
- William Devane som Arthur Adamson
- Ed Lauter som Joe Maloney
- Cathleen Nesbitt som Julia Rainbird
- Katherine Helmond som Mrs. Maloney
- Warren J. Kemmerling som Grandison
- Edith Atwater som Mrs. Clay
- Alfred Hitchcock som Silhuet i kontor